# Colorful
Colorful (カラフル Karafuru) là một tiểu thuyết Nhật Bản được viết bởi nhà văn Mori Eto vào năm 1998, do nhà xuất bản Rironsha ấn hành dưới ấn hiệu Bunshun Bunko. Câu chuyện đề cập tới các áp lực mà học sinh trung học phải đối mặt khi chuẩn bị tốt nghiệp để lên đại học. Bản dịch tiếng Việt được Nhà xuất bản Văn học và công ty IPM liên kết phát hành tại Việt Nam vào tháng 3 năm 2016.
Cuốn tiểu thuyết đã được chuyển thể thành bộ phim anime cùng tên, công chiếu vào năm 2010 dưới sự đạo diễn của Hara Keiichi. Bộ phim được sản xuất bởi Sunrise và đồ họa bởi hãng phim hoạt hình Ascension. Hầu hết các cảnh nền trong phim được làm bằng kĩ thuật rotoscope, với hình ảnh được ghi lại một cách thực tế. Năm 2011, bộ phim đã được trình chiếu tại Liên hoan phim hoạt hình Nhật Bản tổ chức tại Việt Nam dưới tựa đề Sắc màu.
Tại Thái Lan, cuốn tiểu thuyết này được chuyển thể thành phim là Homestay (tựa Việt: Linh hồn tạm trú) chiếu vào tháng 10 năm 2018 và tại Việt Nam ngày 11/01/2019.

## Cốt truyện
Khi đến nhà ga xe lửa sau cái chết, một linh hồn chán nản được thông báo rằng cậu đã được 'trúng số may mắn' và sẽ có một cơ hội sống dù cậu không muốn. Cậu đầu thai trong cơ thể của một cậu bé 14 tuổi tên là Kobayashi Makoto, người tự tử bằng cách dùng thuốc ngủ quá liều. Được giám sát bởi một tinh linh có tên là Purapura, linh hồn này phải tìm cách nhớ lại những tội lỗi và sai lầm lớn nhất trong cuộc sống trước đây của mình trước thời hạn sáu tháng trong cơ thể của Makoto. Cậu cũng có một số nhiệm vụ khác phải hoàn thành, chẳng hạn như tìm hiểu điều gì đã khiến Makoto tự tử và học cách tận hưởng cơ hội sống thứ hai của mình.
Cậu phát hiện ra rằng Makoto không thích gia đình mình và cậu cũng rất ghét họ vì những lý do tương tự. Cậu khinh thường cha Makoto là một kẻ yếu hèn trong công việc, buộc phải làm việc không lương hàng giờ liền. Bất chấp những nỗ lực của người mẹ, cậu ghét bà ta vì đã ngoại tình với một thầy giáo dạy nhảy, trong khi cha cậu không hay biết. Anh trai của cậu là Mitsuru bỏ mặt cậu vì cậu quá thất thường và không có bạn bè ở trường học hay bất cứ nơi nào khác. Cậu phát hiện ra rằng một cô gái (Hiroka), người mà Makoto thầm yêu trước đây, đang bán dâm cho những người đàn ông lớn tuổi hơn để có tiền mua những bộ quần áo và những thứ cô ấy muốn. Shoko là một cô gái lạ từ lớp của Makoto đã nghi ngờ về hành vi không bình thường của cậu nên cậu cố gắng tránh xa cô. Sau khi cậu bị tấn công bởi một nhóm giang hồ, Shoko đến thăm Makoto tại nhà của mình, nhưng cậu lại doạ cô ấy bỏ đi. Purapura giải thích rằng Makoto sẽ chết thực sự sau sáu tháng thời gian thử thach của cậu hết hạn. Tuy nhiên, khi cậu kết bạn với Saotome, Makoto tìm được niềm vui đầu tiên trong cuộc sống. Họ dành thời gian bên nhau và họ thậm chí bắt đầu học tập cho kỳ thi tuyển sinh trung học, nhưng họ không có những tham vọng xa vời.
Biết rằng em trai của mình sẽ không bao giờ được chấp nhận vào một trường trung học công lập do thất bại, Mitsuru thông báo rằng anh sẽ hoãn kỳ thi tuyển sinh đại học của mình để cho cha mẹ tiết kiệm được một số tiền và họ có thể gửi Makoto đến một trường tư. Makoto từ chối và nói với cha mẹ và anh trai của mình rằng cậu đã chọn Trung học Tamegawa (một trường công). Makoto khóc trong nước mắt và nói rằng cậu chỉ muốn đi học cùng trường với người bạn duy nhất của mình và được cha mẹ chấp nhận mong muốn của mình. Thời gian của cậu sắp kết thúc, Makoto gặp Purapura một lần cuối cùng. Cậu tuyên bố rằng cậu đã phát hiện ra những sai lầm trong cuộc sống cũ của mình. Cậu nói cậu chính là Makoto, người đã tự giết chính mình. Purapura nói với cậu rằng cậu sẽ tiếp tục sống, nhưng Purapura cũng sẽ xóa đi ký ức của cậu về Purapura và thế giới tâm linh. Trước khi xoá ký ức của cậu, Purapura khuyên cậu sống một cuộc sống đầy màu sắc.

## Diễn viên lồng tiếng

### Tiếng Nhật
- Tomizawa Kazato trong vai Kobayashi Makoto
- Jingi Irie trong vai Saotome
- Minami Akina trong vai Kuwabara Hiroka
- Miyazaki Aoi trong vai Sano Shoko
- Nakao Akiyoshi trong vai Mitsuru (Anh trai Makoto)
- Aso Kumiko trong vai mẹ Makoto
- Takahashi Katsumi trong vai cha Makoto
- Michael trong vai Purapura
- Fujiwara Keiji trong vai Mr. Sawada

### Tiếng Anh
- Greg Ayres trong vai Kobayashi Makoto
- Clint Bickham trong vai Saotome
- Emily Neves trong vai Kuwabara Hiroka
- Brittney Karbowski trong vai Sano Shoko
- Chris Patton trong vai Mitsuru
- Carli Mosier trong vai mẹ Makoto
- David Wald trong vai cha Makoto
- Luci Christian trong vai Purapura
- David Matranga trong vai Mr. Sawada
- Genevieve Simmons trong vai Mao

## Đón nhận
Bộ phim đã đoạt giải Hoạt hình Xuất sắc của Năm tại giải thưởng Hàn lâm Nhật Bản lần thứ 34 và được đề cử giải Hoạt hình của Năm. Bộ phim cũng giành được giải thưởng phim hoạt hình tại giải thưởng Phim Mainichi lần thứ 65. Ở phạm vi quốc tế, bộ phim đã giành được giải tại Liên hoan phim Hoạt hình Quốc tế Annecy năm 2011.